# Nigga Please
Nigga Please è il secondo album in studio del rapper statunitense Ol' Dirty Bastard, pubblicato il 14 settembre 1999.

## Tracce
1. Recognize (feat. Chris Rock) – 4:24 (Russell Tyrone Jones, Pharrell Lanscilo Williams, Charles Edward Hugo)
2. I Can't Wait – 3:59 (Russell Tyrone Jones, Irving Lorenzo, Martin Fulterman)
3. Cold Blooded – 3:35 (James Ambrose Johnson Jr.)
4. Got Your Money (feat. Kelis) – 3:59 (Russell Tyrone Jones, Pharrell Lanscilo Williams, Charles Edward Hugo)
5. Rollin' Wit You – 3:52 (Russell Tyrone Jones, Irving Lorenzo, Taiwan Green)
6. Gettin' High – 2:13 (Russell Tyrone Jones, Ellery Chambers)
7. You Don't Want to Fuck With Me – 4:05 (Russell Tyrone Jones, Irving Lorenzo)
8. Nigga Please – 2:49 (Russell Tyrone Jones, Robert Diggs)
9. Dirt Dog – 3:08 (Russell Tyrone Jones, Ellery Chamber, Robert Diggs)
10. I Want Pussy – 2:28 (Russell Tyrone Jones, Robert Diggs)
11. Good Morning Heartache (feat. Lil' Mo) – 4:20 (Irene Higginbotham, Ervin Drake, Dan Fisher)
12. All in Together Now – 4:42 (Russell Tyrone Jones, Derek Harris, Robert Diggs)
13. Cracker Jack – 4:02 (Russell Tyrone Jones, Robert Diggs)

## Classifiche
| Classifica (1999) | Posizione massima |
| ----------------- | ----------------- |
| Germania          | 59                |
| Paesi Bassi       | 64                |
| Stati Uniti       | 10                |